# Arthur Devis
Pour les articles homonymes, voir Devis (homonymie).
Arthur Devis (1712-1787) est un peintre britannique, à la fois paysagiste et portraitiste, particulièrement réputé pour un type de composition appelé conversation piece.

## Biographie
Arthur Devis est né le 19 février 1712 à Preston dans le Lancashire (Angleterre), fils aîné d'Anthony Devis, membre du conseil civil de la ville, charpentier et libraire. C'est sans doute lui qui introduit auprès du peintre flamand Peter Tillemans son fils afin de lui délivrer un enseignement artistique. En effet, au début des années 1730, Arthur est l'assistant de Tillemans, et sa fonction dans l'atelier est de copier les tableaux de maîtres italiens comme Panini et Marco Ricci. En 1735, il exécute un travail de commande, Hoghton Towers from Duxon Hill, Lancashire, représentant une demeure bourgeoise et son parc paysagé. Mais à partir de 1737, il devient principalement portraitiste.
Il épouse Elizabeth Faulkner (1719–1788) le 20 juillet 1742, le couple a vingt-deux enfants dont six seulement survivent. Deux de ses fils devinrent peintres : Thomas Anthony Devis (1757–1810) et Arthur William Devis (1762–1822). Son beau-frère, Anthony Devis (1729–1816) est aussi peintre.
En 1745, il installe son atelier sur Great Queen Street à Londres : à cette époque, sa réputation est déjà celle d'un artiste accompli et talentueux. Le portrait de Mr and Mrs Atherton (vers 1743) exposé à la Walker Art Gallery de Liverpool fait partie des pièces remarquables de l'école anglaise de peinture du XVIIIe.
Au cours des années 1760, le succès de Devis retombe. Bien qu'il expose au salon de la nouvelle Society of Artists of Great Britain entre 1761 et 1775 puis en 1780, et en devient le président en 1768, son style est jugé démodé au regard de ses contemporains comme Joshua Reynolds et Johann Zoffany. C'est ainsi que le juge Horace Walpole, et parmi les critiques d'art de ce temps, il est le plus sévère à son égard.
Durant les années 1770 et 1780, Davis semble gagner sa vie en restaurant des tableaux, par exemple, en 1778 les toiles de James Thornhill exposées à l'Hôpital royal de la marine (Greenwich). Devis se retire à Brighton en 1783 où il meurt le 25 juillet 1787. Il est enterré dans la paroisse de Saint Mary Paddington à Londres.

## Œuvre
La plus grosse partie des commandes de portraits qui lui parvienne arrive entre 1748 et 1758. La plupart montre un couple de propriétaires au milieu de leur domaine. Bien que ces compositions fourmillent de détails topographiques, il semble que la plupart aient été réinterprétées par Devis, en une forme quelque peu idéalisée. Une exception cependant, reste le portrait du politicien et collectionneur Roger Newdigate assis au beau milieu de la bibliothèque néo-gothique du domaine d'Arbury Hall, et qui tient sur ses genoux un plan des lieux, conforme à la réalité.
- La Récréation à l'école du Dr Clayton à Salford, vers 1738, huile sur toile, 121 × 175 cm, Tate Britain, Londres[3]
- Mr et Mrs Atherton, vers 1743, huile sur toile, 92 × 127 cm, Walker Art Gallery , Liverpool
- Portrait deSir George et de Lady Strickland dans le park de Boynton Hall, 1751, huile sur toile, 90 × 117 cm, Ferens Art Gallery, Kingston upon Hull
- Sir Roger Newdigate in his Gothic Revival Library at Arbury (1756-1758, Arbury Hall), Localisation inconnue
- Richard Moretan, Esq. of Tackley with His Nephew and Niece John and Susanna Weyland (1757), huile sur toile, 71 × 91 cm, Clark Art Institute, Williamstown

"
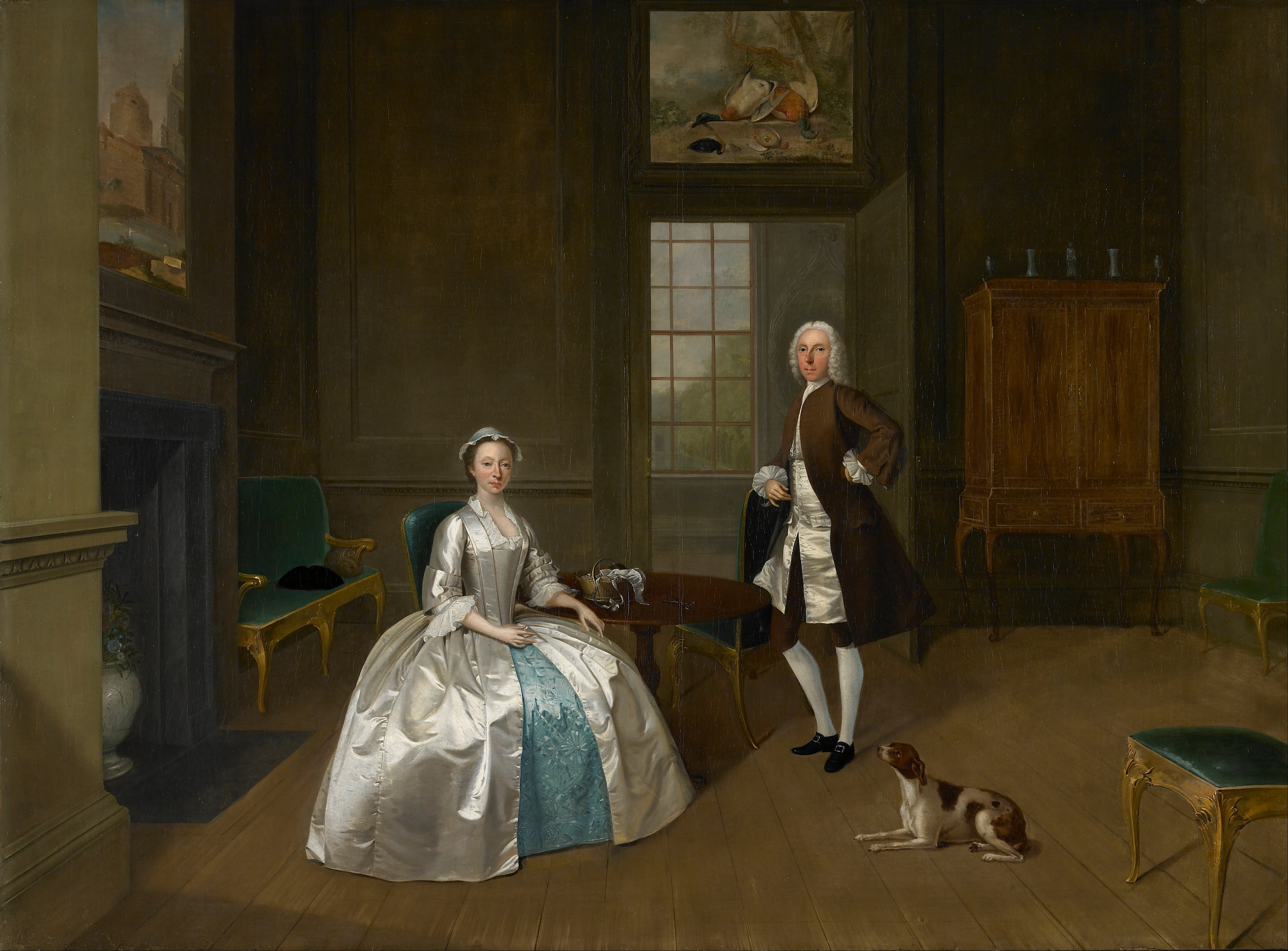
Mr and Mrs Atherton (vers 1743) Walker Art Gallery
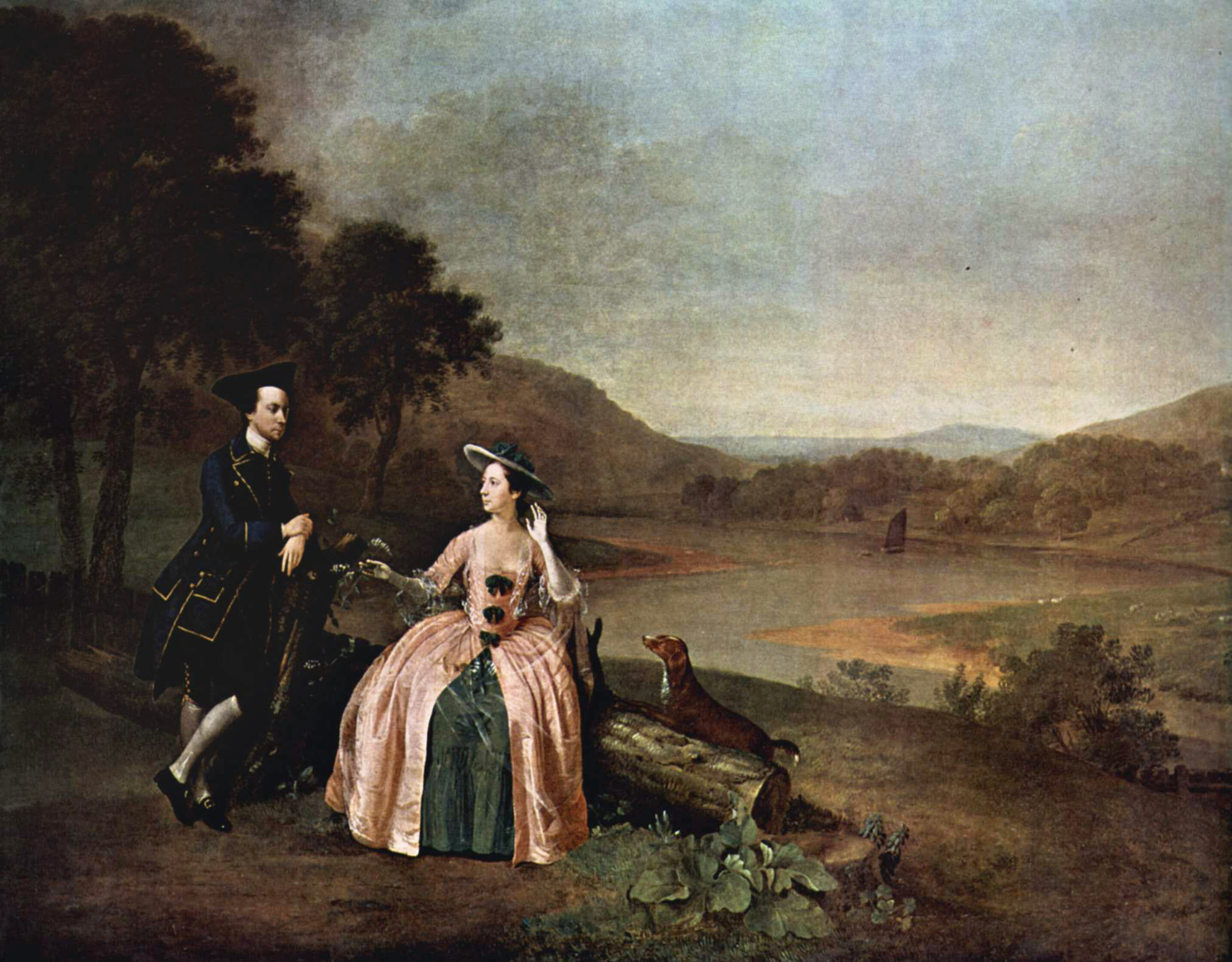
Sir George and Lady Strickland in the Park of Boynton Hall (1751) Ferens Art Gallery
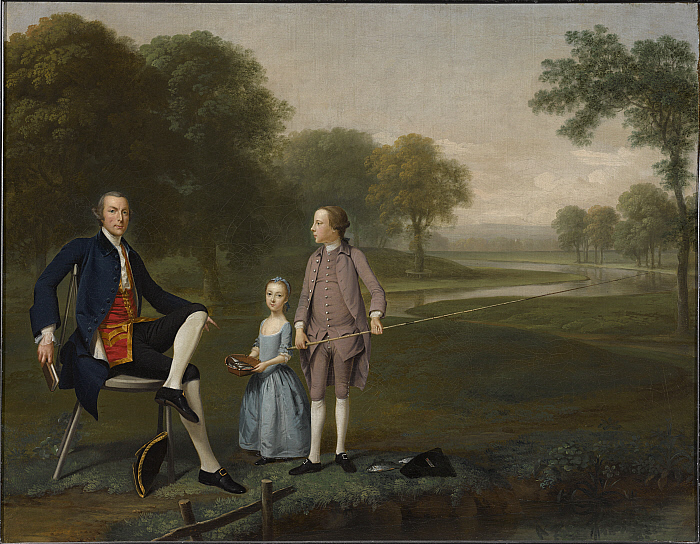
Richard Moretan (1757) Clark Art Institute
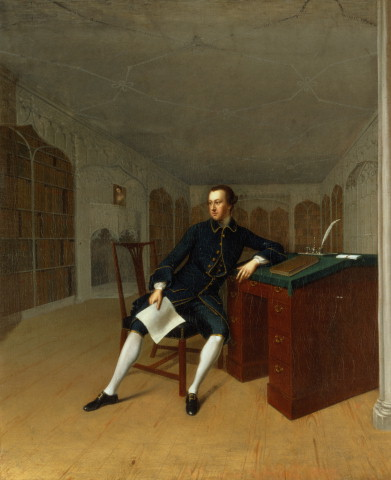
Sir Roger Newdigate (1756-1758) Lieu inconnu